# Berry Oakley

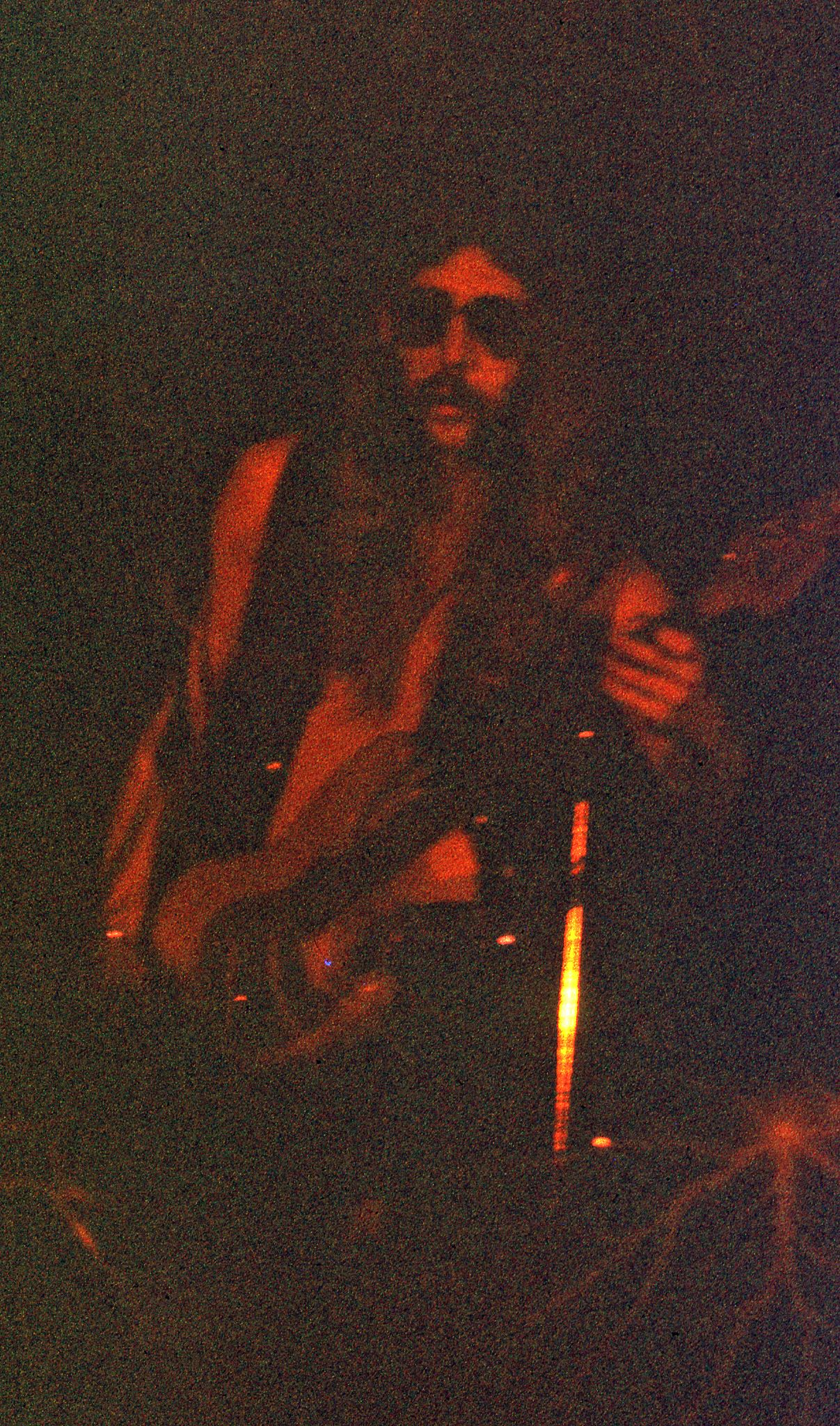
Berry Oakley.

Berry Oakley var en amerikansk elbasist, född 4 april 1948 i Chicago, död 11 november 1972 i Macon, Georgia. Han var en av grundarna till The Allman Brothers Band 1969 och medverkade på alla gruppens album fram till 1973 års Brothers and Sisters. Han avled i efterdyningarna av en motorcykelolycka i november 1972. Han överlevde själva kraschen men blev snabbt sämre och dog senare.